# Вышка-1
Вы́шка-1 (Вышка I) — микрорайон в Мотовилихинском районе города Перми.

## География
Микрорайон Вышка I расположен в Мотовилихинском районе в левобережной части Перми на возвышенности (гора Вышка) к востоку от улицы Соликамская и к северу от Мотовилихинского пруда. На севере ограничен долиной реки Малая Язовая, по которой проходит граница с микрорайоном Вышка II, на востоке склоном горы Вышка в сторону речки Малая Мотовилиха.

## История
Первые дома на Вышке появились предположительно в 1820-х годах. С 1880-х годов образовались первые улицы Голдинская (позднее — Огородникова) и Шумовая (позднее — Труда). Известно, что в начале XX века на горе уже была построена Преображенская часовня.
Первая дорога с твёрдым покрытием на Вышку была проложена в 1923 году. В 1920 году на месте проведения первого в Перми политического митинга был построен монумент в виде стилизованного парового молота. В 1970 году здесь был построен музей с диорамой. Ныне микрорайон остаётся зоной частной застройки, неудобной для массового строительства.

## Транспортное сообщение
Микрорайон связан с другими микрорайонами города двумя автобусными маршрутами:
- 36 «Микрорайон Вышка I — Микрорайон Вышка II — Театр "Ироничная компания"»;
- 58 «Микрорайон Васильевка — Микрорайон Вышка I».

Также действует нелегальное маршрутное такси «Улица Гашкова — улица 1905 года».

## Улицы
Основные улицы: Огородникова, Труда, Кузнецкая, Мостовая.

## Образование
В микрорайоне имеется филиал гимназии № 7 по адресу Харьковская, 21а.

## Достопримечательности
- Мемориальный комплекс на горе Вышка.